# James Starley

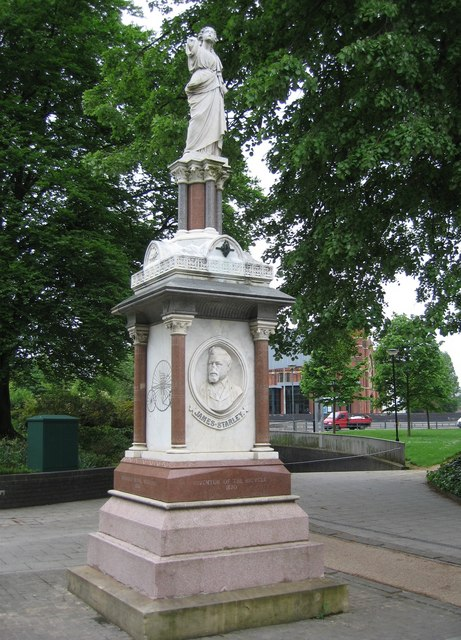
Monumento a James Starley en Coventry

James Starley (21 de abril de 1830 – 17 de junio de 1871) fue un inventor inglés, considerado el padre de la industria de bicicleta en el Reino Unido. Fue uno de los constructores más innovadores y exitosos de bicicletas y triciclos, y sus invenciones incluyen el mecanismo diferencial y el perfeccionamiento de la cadena de bicicleta.

## Primeros años
Starley nació en 1830 en Albourne, Sussex, hijo de Daniel Starley, un labrador. Empezó a trabajar en la granja a los nueve años de edad, mostrando un talento precoz como inventor, cuando construyó una trampa para ratones con un paraguas roto y una rama de sauce. Partió de su casa siendo un adolescente y se instaló en Lewisham, al sur de Londres. Allí trabajó como ayudante de jardinero, y en su tiempo libre arreglaba relojes y creaba dispositivos, como un mecanismo para dejar pasar a un pato a través de un agujero en una valla, cerrando una puerta detrás por si una rata lo intentaba seguir.

## Vida de adulto
El patrón de Starley, John Penn, compró una rara y costosa máquina de coser. Starley la arregló cuando se averió, y mejoró su mecanismo. Penn conocía a Josiah Turner, socio de Newton, Wilson y Compañía, los fabricantes de la máquina, y en 1859 Starley se incorporó a su fábrica de Holborn. Turner y Starley fundaron alrededor de 1861 su propia Compañía de Máquinas de Coser de Coventry,  basada en Coventry. El sobrino de Turner trajo un nuevo biciclo francés a la fábrica en 1868, y la compañía empezó a fabricar bicicletas. Al poco tiempo, Coventry se convirtió en el centro de la industria de la bicicleta británica. 
Los velocípedos utilizaban ruedas de tamaños cada vez más disparatados, con las ruedas delanteras mucho más grandes que las traseras. Eran notables los biciclos, modelos de los que Starley diseñó su propia versión con William Hillman, denominado Ariel, un vehículo completamente metálico y con ruedas de radios de alambre, mucho más ligero que los biciclos de estructura de madera disponibles hasta entonces, y patentaron los radios tangentes al cubo de la rueda en 1874. En aquel tiempo eran frecuentes los diseños de triciclos impulsados por pedales oscilantes y cadenas, a menudo en configuraciones extrañas pensadas para mujeres y parejas. 
Starley, ya entrado en años, encontró difícil montar en un triciclo sociable con su hijo James en el otro sillín. No lo podían dirigir correctamente porque uno era más fuerte que el otro. El historiador Edward Lyte escribió que: 

"Cada ocupante del sociable impulsaba su propia rueda grande independientemente, por lo que la trayectoria de la máquina a lo largo de la carretera era bastante errática. Un día Starley gritó '¡Ya lo tengo!', y se bajó del vehículo. Se sentó a tomar una taza de té y enseguida inventó el mecanismo diferencial que es actualmente incorporado en el eje posterior de cada coche. Era un sábado. A las 6 de la mañana del lunes, ya había fabricado el prototipo, y a las 8 Starley se subía al tren de Londres para registrar la patente número 3388,1877."

## Vida personal y muerte
Starley se casó con Jane Todd con poco más de veinte años. Su hijo, William Starley, y su sobrino, John Kemp Starley, también formaron parte de la industria británica y uno de los resultados fue la fundación de la compañía automovilística Rover.
Los hijos de Starley continuaron fabricando biciclos después de su muerte en 1881, pero su sobrino John Kemp Starley creó más que una marca. John Kemp Starley y Sutton fue quien ideó la primera bicicleta de seguridad moderna, la  Rover, con ruedas de 26 pulgadas (todavía una medida estándar), cadena de transmisión, y un marco en forma de diamante en 1884,  presentándola en 1885. Este diseño evitaba el problema de los biciclos de grandes ruedas delanteras, en los que eran habituales los accidentes en los que el ciclista salía proyectado hacia adelante. Hubo otras marcas de bicicletas de seguridad, pero la Rover se hizo tan popular, que el nombre adquirió el significado de "bicicleta" en países como Polonia. 
Poco a poco, las bicicletas motorizadas dieron origen a las motocicletas, seguidas por los automóviles. John Kemp Starley experimentó con un triciclo eléctrico alrededor de 1888, pero el Rover 8hp con motor de gasolina apareció ya en 1904, dos años después de su muerte.